# La Dump
La Dump est une série de fiction humoristique de marionnettes, d'origine canadienne, diffusée sur Youtube, Facebook et Instagram, créée et réalisée par l'humoriste Maude Morissette et produite par Jelly Bean Media. La saison 0 (pilote) lancée en 2015-2016 comptait 8 courts épisodes alors que la saison 1, lancée le 3 août 2020, en compte 12. La série est renouvelée pour une deuxième saison de 20 épisodes, qui seront diffusés en 2021.
Cette série engagée et parodique de la culture populaire québécoise utilise des marionnettes pour donner vie aux personnages. Chaque épisode de La Dump traite d'un enjeu spécifique de société comme le racisme, l'adoption, les armes à feu ou la liberté d'expression, à travers de courtes scènes ludiques. La série se distingue par l'utilisation de la technologie green-screen dans la production des épisodes et par les transitions de style rétro.

## Synopsis
Un couple des États-Unis (Belle & Barbe) chassé pour désordre public est forcé de s’expatrier au Canada. Barbe, fils illégitime de Donald Trump, et Belle, ancienne Miss Kentucky, décident de s'installer dans un village souterrain rempli de mal-aimés nommé La Dump. Un endroit accueillant où les gens différents y vivent en harmonie.
Le duo irrévérencieux partage ses souterrains avec ses deux enfants multi-ethniques adoptifs, Cuillère et Spatule, et ses amis bizarroïdes, colorés, étranges, eux aussi parias de la société : Feu-Mamie, la Fée pas de face, Kevin le lecteur de nouvelles, le dictateur sénile, la sorcière humoriste, Yolande la sirène pas chic, Jean-Claude le faux intellectuel mythomane, Lucie-Duhaime une conspi, la Mouette et l’Intra-terrestre.

## Histoire
La saison 0, court pilote produit en 2015-2016, obtient un demi-million de vues à travers le monde. La série remporte 6 prix au Canada et à l'étranger et est sélectionnée pour le Gala Les Olivier,. 
La saison 1 est annoncée en avril 2017.

## Épisodes
La saison pilote contenait huit épisodes.
| SAISON 0 |                                               |                    |
| #        | Titre                                         | Première diffusion |
| 1        | C'est pas la cigarette qui a scrappé ma voix! | 28 septembre 2015  |
| 2        | Sens mes doigts!                              | 4 octobre 2015     |
| 3        | Rote dans ma face!                            | 11 octobre 2015    |
| 4        | J'aime sentir Ima!                            | 18 octobre 2015    |
| 5        | Spécial Halloween                             | 25 octobre 2015    |
| 6        | Bonjour les enfants!                          | 1er novembre 2015  |
| 7        | On partira pas Coderre!                       | 8 novembre 2015    |
| 8        | On détruit Noël!                              | 13 novembre 2015   |

La première saison de La Dump contient 12 épisodes répartis sur 4 dates de diffusion.
| SAISON 1 |                      |                    |
| #        | Titre                | Première diffusion |
| 1        | L'Adoption           | 3 août 2020        |
| 2        | Gun                  | 3 août 2020        |
| 3        | Personnes âgées      | 3 août 2020        |
| 4        | Racisme              | 3 août 2020        |
| 5        | LGBTQ+               | 10 août 2020       |
| 6        | Éducation            | 17 août 2020       |
| 7        | Chirurgie esthétique | 17 août 2020       |
| 8        | Liberté d'expression | 17 août 2020       |
| 9        | Environnement        | 31 août 2020       |
| 10       | Big Brother          | 31 août 2020       |
| 11       | Santé mentale        | 31 août 2020       |
| 12       | Désadoption          | 31 août 2020       |

## Distribution
Les acteurs prêtant leur voix à la série sont les suivants :
- Maude Morissette : Belle, Cuillère et La Fée pas de Face
- Simon Delisle : Barbe, Spatule et La Sorcière
- Christine Morency : Yolande et Feu-Mamie
- Olivier Martineau : Kévin
- Yves P. Pelletier : Jean-Claude
- Louis T. : l'intra-terrestre
- Maxime Gervais : la mouette
- Benoit Paquette : voix générique
- Léane Labrèche-Dor : Lucie-Duhaime
- Edith Cochrane : L'Alien
- Laurent Paquin : Barbe (saison 2)
- Erich Preach : Spatule (saison 2)
- Chloée Deblois : Feu-Mamie (saison 2)
- Thomas Vallières : Kévin (saison 2)
- Geneviève Schmidt : Yolande (saison 2)
- Anaïs Favron : La Fée pas de Face (saison 2)
- Andrew Tchernilevskii : La Sorcière (saison 2)
- Lucas Ditecco : L'intra-terrestre (saison 2)

La série inclut également des caméos des artistes suivants :
- Marie-Lyne Joncas et Ève Coté (Les Grandes Crues): L'Adoption
- Laurent Paquin : Personnes âgées
- Bruno Pelletier : Éducation
- Korine Côté : Chirurgie esthétique
- PL Cloutier : LGBTQ+
- Sarahmée
- Patrick Groulx
- Cathy Gauthier
- Sofia Nolin
- Mario Tessier
- Yannick De Martino

## Fiche technique
L'équipe de production de la série est composée des membres suivant :
- Productrice exécutive : Maude Morissette
- Productrice déléguée : Lorraine Brassard
- Réalisatrice : Maude Morissette
- Réalisation - Montage : David Gagné
- Auteurs : Maude Morissette, Simon Delisle, Justine Philie et Michel Sigouin
- Financement : Fonds des médias du Canada et Fonds Bell[9]
- Marionnettistes : Sylvie Comtois et Michel Ledoux
- Direction photo : Anabel B. Boivin
- Création décors et marionnettes : Maude Morissette
- Conception marionnettes : Marie-Pascale Bélanger, Éléonore Brio, Marie-Claude Daoust, Jérémie Larouche, Manon Larouche, Julie Malenfant et Olivier Xavier
- Graphisme : David Gagné et David Lambert
- Infographie : Ian Deschênes et David Gagné
- Mixage sonore : Yan Veillette (La Shop Studios)
- Compositeur : Louis-Philippe Quesnel

## Distinctions

### Récompenses
- Gagnant du Prix au Seoul Webfest (Corée du Sud) dans la catégorie Meilleure websérie d'animation / humour [10]
- Gagnant du Prix au Rio Webfest (Brésil) dans la catégorie Meilleure websérie d'humour [11]
- Gagnant du Prix au Montréal Webfest (Canada) dans la catégorie Meilleure animation d'humour [12]
- Gagnant du Prix au Berlin Webfest (Allemagne) dans la catégorie Créatrice & auteure à surveiller [13]
- Gagnant du Prix au Sicile Webfest (Italie) dans la catégorie Meilleure direction artistique [14]
- Gagnant du Prix au Austin Webfest (États-Unis) dans la catégorie Meilleur montage [15]

### Sélections et nominations
- Nomination au Gala Les Olivier 2016 dans la catégorie Meilleure capsule web [16]
- Sélection officielle : Festival international du film de Genève [17]
- Sélection officielle : Festival mondial des théâtres de marionnettes
- Sélection et diffusion: Festival SPASM Montréal[18]